# 城关镇 (兴和县)
城关镇，是中华人民共和国内蒙古自治区乌兰察布市兴和县下辖的一个乡镇级行政单位。

## 行政区划
城关镇下辖以下地区：
东梁社区、福瑞社区、兴隆社区、马桥社区、东城外社区、西城外社区、新城社区、幸福社区、兴盛社区、二台子村、八十三号村、东十号村、南关村、曹四夭村、西官村、二十三号村、四美号村、哈拉沟村、壕欠村、北官村、阳坡村、杏花沟村、十号村、旋夭洼村、蔬菜村、福瑞村、东梁村、马桥村和兴和兴旺角工业园区。